# Irene S.
Irene S. (* 10. März 1962 in Innsbruck als Irene Schober) ist eine österreichische Sängerin, Schauspielerin und Kabarettistin.

## Leben
Irene S. wuchs in Kematen in Tirol auf, legte in Innsbruck die Matura ab und absolvierte ein Musicalsstudium in den USA. Am Mozarteum in Salzburg studierte sie Schauspiel und absolvierte danach eine Gesangsausbildung in Graz. Als Kabarettistin trat sie ab 1987 auf und tourte mit der Gruppe Lange Nacht des Kabaretts durch Österreich. Sie ist zudem Gründungsmitglied des Grazer Kleinkunst-Ensembles „Die Blauen Engel“.
Auch als (Jazz)-Sängerin sowie Schauspielerin und Moderatorin ist Irene S. tätig.
Im Jahr 1987 kam Irene S.’ Sohn zur Welt.

## Programme
- 1987: Kugeln mit Leo Lukas
- 1989: Das Kuckucksei, das 1989 mit dem Salzburger Stier ausgezeichnet wurde
- 1992: Gen Italien
- 1995: I'm A Poor Lonesome Cow
- 1997: Quintessenz
- 1997: NaCl
- 2001: Häwwi Mädls
- 2001: Schwarze Löcher und G‘schlamperte Verhältnisse

## Filmografie
- 2010: Die unabsichtliche Entführung der Frau Elfriede Ott
- 2012: Vier Frauen und ein Todesfall – Aufgespritzt
- 2014: Tatort: Paradies
- 2015: SOKO Kitzbühel – Mülltaucher
- 2016: Ein Geheimnis im Dorf – Schwester und Bruder
- 2019: Love Machine
- 2022: Taktik

## Auszeichnungen
- 1989 Salzburger Stier